# Desmidothrips walkerae
Desmidothrips walkerae är en insektsart som beskrevs av Laurence A. Mound 1977. Desmidothrips walkerae ingår i släktet Desmidothrips och familjen rovtripsar. Inga underarter finns listade i Catalogue of Life.